# 9520 Montydibiasi
9520 Montydibiasi è un asteroide della fascia principale. Scoperto nel 1978, presenta un'orbita caratterizzata da un semiasse maggiore pari a 2,2462193 au e da un'eccentricità di 0,2053329, inclinata di 2,81860° rispetto all'eclittica.